# Never Gone
| Recensione | Giudizio |
| ---------- | -------- |
| AllMusic   |          |

Never Gone è il quinto album in studio della band statunitense Backstreet Boys; inizialmente programmato per essere pubblicato nel 2004, uscì il 14 giugno 2005, dopo il periodo di silenzio che interessò il gruppo per circa 3 anni.

## Descrizione
Con Never Gone i Backstreet Boys fecero un drastico cambio di stile: dal teen pop e il R&B con cui si affermarono nei lavori in studio precedenti, il gruppo ritornò con un album dalle inedite influenze adult contemporary, pop, e pop rock con un maggiore utilizzo di chitarre e percussioni, segnando dunque la loro evoluzione da boyband a band. Pur non attirando giudizi particolarmente favorevoli dalla critica, l'album riscosse un buon successo internazionale: raggiunse infatti le Top 3 delle classifiche di Stati Uniti, Canada, Italia, Germania, Paesi Bassi ed è stato certificato Disco di Platino negli Stati Uniti, in Canada, doppio disco di platino in Giappone e disco d'oro in 8 paesi. Never Gone vendette 293 000 copie durante la sua prima settimana, e debuttò alla numero 3 nella classifica Billboard 200, diventando il secondo album di Platino e il quinto album consecutivo dei Backstreet Boys in tale classifica dopo The Hits: Chapter One. Ad oggi, l'album ha venduto oltre 3 milioni di copie in tutto il mondo.
Primo singolo estratto fu Incomplete che rimase nella classifica Billboard Hot 100 per 20 settimane, seguito dal secondo singolo Just Want You to Know. Come terzi singoli furono estratti Crawling Back to You per gli Stati Uniti e I Still... per il mercato internazionale.
Never Gone fu messo in commercio anche come DualDisc il 20 dicembre 2005, contenente il video musicale di Incomplete e un piccolo documentario sul backstage del video. Fu anche messo in commercio in edizione CD + DVD. Never Gone "The Videos" includeva i dietro le quinte di Incomplete e il video, insieme a Just Want You To Know e il singolo I Still.... Il DVD includeva inoltre uno slideshow con Just Want You To Know in sottofondo e un'intervista fatta al gruppo in Germania.
L'album fu promosso col tour mondiale The Never Gone Tour, al termine del quale Kevin Richardson lasciò il gruppo per poi far ritorno nel 2012.

## Tracce
1. Incomplete – 3:59 (Dan Muckala, Jess Cates, Lindy Robbins)
2. Just Want You to Know – 3:53 (Max Martin, Lukasz "Dr. Luke" Gottwald)
3. Crawling Back to You – 3:43 (Blair Daly, Chris Farren)
4. Weird World – 4:12 (John Ondrasik)
5. I Still... – 3:49 (Max Martin, Rami)
6. Poster Girl – 3:56 (Billy Mann, Rasmus Bähncke, René Tromborg)
7. Lose It All – 4:04 (Alexander Barry, Shelly Peiken, Wally Gagel)
8. Climbing the Walls – 3:42 (Max Martin, Lukasz "Dr. Luke" Gottwald)
9. My Beautiful Woman – 3:38 (Paul L. Wiltshire, Victoria Wu)
10. Safest Place to Hide – 4:40 (Robin Lerner, Tom Leonard)
11. Siberia – 4:16 (Max Martin, Alexandra Talomaa, Rami)
12. Never Gone – 3:46 (Gary Baker, Kevin Richardson, Steve Diamond)

Tracce bonus
1. Song for the Unloved – 3:40 (Billy Mann, Christopher Rojas)
2. Rush Over Me – 3:29 (Harvey Mason Jr., Damon Thomas, Howie Dorough)
3. Movin' On – 3:31 (Howie Dorough, Wade Robson, Nate Butler)

## Classifiche
| Classifica (2005) | Posizione massima |
| ----------------- | ----------------- |
| Australia         | 6                 |
| Austria           | 4                 |
| Belgio (Fiandre)  | 13                |
| Belgio (Vallonia) | 19                |
| Brasile           | 7                 |
| Canada            | 2                 |
| Danimarca         | 11                |
| Finlandia         | 5                 |
| Francia           | 19                |
| Germania          | 1                 |
| Giappone          | 6                 |
| Grecia            | 1                 |
| Irlanda           | 13                |
| Italia            | 4                 |
| Messico           | 3                 |
| Norvegia          | 20                |
| Nuova Zelanda     | 21                |
| Paesi Bassi       | 3                 |
| Portogallo        | 8                 |
| Regno Unito       | 11                |
| Spagna            | 2                 |
| Stati Uniti       | 3                 |
| Svezia            | 3                 |
| Svizzera          | 3                 |
| Ungheria          | 3                 |